# ظهر علوي (قفل شمر)

تعديل مصدري - تعديل

ظهر علوي هي إحدى قرى عزلة الدانعي بمديرية قفل شمر التابعة لمحافظة حجة، بلغ تعداد سكانها 176 نسمة حسب تعداد اليمن لعام 2004.